# Deutsche Zentrumspartei
Die Deutsche Zentrumspartei (Kurzbezeichnung DZP, früher Z und Zentrum) ist eine deutsche politische Partei. Ihre größte Bedeutung hatte sie zwischen 1871 und 1933, zur Zeit des Kaiserreichs und der Weimarer Republik. Sie war die Partei der Katholiken und des politischen Katholizismus im stark protestantisch dominierten Deutschen Reich. Zwischen 1917 und 1932 stellte die Zentrumspartei viermal den Reichskanzler.
Nach dem Zweiten Weltkrieg wurde die Partei wieder gegründet. Auf Grund der Konkurrenz durch die CDU als überkonfessionelle Sammlungspartei konnte sie an frühere Wahlergebnisse nicht mehr anknüpfen. Bis 1957 war sie noch mit wenigen Abgeordneten im Deutschen Bundestag vertreten, bis 1958/59 in den Landtagen von Nordrhein-Westfalen und Niedersachsen. Sie ist seitdem als Kleinpartei aktiv, vor allem in der Kommunalpolitik. Durch Übertritte war sie von Januar bis August 2022 wieder im Bundestag, von Juni 2022 bis September 2023 auch im Europäischen Parlament vertreten.

## Profil
Das Zentrum versteht sich als eine christlich, sozial und konservativ orientierte Partei in Deutschland. Die Ziele sind laut übereinstimmender Aussage aller Flügel und Vorstände der Partei, die „freiheitlich-demokratische Grundordnung zu erhalten und auszubauen“, eine weltweite Friedenspolitik zu fördern und ein Europa zu schaffen, das sozial ausgeglichen und als Konföderation eigenständiger Staaten aufgebaut ist, dies alles unter dem Leitsatz „im Bewusstsein seiner Verantwortung vor Gott und den Menschen“, der der Präambel des Grundgesetzes (GG) entnommen ist.
Die Zentrumspartei versteht sich als Partei, die jegliche radikalen Tendenzen, sowohl von rechts als auch von links, ablehnt. Die Programmatik steht heute auf der Basis des am 4. Oktober 2008 neu beschlossenen Grundsatzprogramms. Im Gegensatz zu früher sind Mitglieder und Wähler der Partei heute nicht mehr ausschließlich katholisch. Das Zentrum war Mitglied der Europapartei European Christian Political Movement (ECPM).
Die Zentrumspartei spricht sich gegen jede Form des Schwangerschaftsabbruchs aus. Sie hat sich außerhalb ihrer eigentlichen politischen und Wahlkampfarbeit mit der Lebensrechtsbewegung vernetzt und bediente sich dabei unter Verantwortung ihres damaligen Bundesvorsitzenden Woitzik teilweise provozierender Methoden. Inzwischen schreibt die Partei auf ihrer Homepage, sie halte den „geltenden, rechtlichen Rahmen“ für geeignet und stimme damit überein.

## Geschichte
Ende 1870 bzw. Anfang 1871 schlossen sich katholische Abgeordnete im Reichstag und im preußischen Abgeordnetenhaus zu Fraktionen mit dem Namen Zentrum zusammen. Die Partei entwickelte sich zur stärksten oder zweitstärksten (erst nach den Liberalen, dann nach den Sozialdemokraten) im Kaiserreich. In der Weimarer Republik war sie eine der republiktragenden Parteien der Weimarer Koalition. Sie stimmte unter Druck dem Ermächtigungsgesetz vom 24. März 1933 zu und löste sich am 5. Juli 1933 auf. Im Jahr 1945 wurde sie wieder gegründet, konnte sich aber gegenüber der konfessionsübergreifenden CDU nicht behaupten.
Im Bundestag war sie von 1949 bis 1957 vertreten, beteiligte sich aber nicht an den christlich-liberal-konservativen Regierungen Adenauers. Landtagsabgeordnete hatte sie in NRW und Niedersachsen (bis 1959). Teilweise war sie auch in den Landesregierungen vertreten. Seitdem ist sie eine Kleinpartei, die nur vereinzelt in kommunale Volksvertretungen gelangen konnte.

## Organisation

### Bundesvorstand
Dem Bundesvorstand der Zentrumspartei gehören zurzeit der Vorsitzende, zwei Stellvertreter, der Bundesschatzmeister, zwei Beisitzer und laut Satzung auch die Vorsitzenden der einzelnen Landesverbände an.

### Landesverbände
Es existieren derzeit vier Landesverbände. Der Landesverband Nordrhein-Westfalen entstand am 10. Mai 2008 durch den Zusammenschluss der beiden Landesverbände Rheinland und Westfalen-Lippe. Außerdem existieren mit Neuss, Düsseldorf und Cloppenburg-Vechta als gemeinsamer Kreisverband insgesamt drei Kreisverbände. Hinzu kommen mehrere Orts- und Stadtverbände in Niedersachsen, Nordrhein-Westfalen und Baden-Württemberg. Andere Landesverbände wie z. B. Bayern, dessen Vertreter 2004 an der Europawahl teilgenommen haben, haben sich inzwischen wieder aufgelöst.
|                     | Landesverband       | Vorsitzender (Stand: 27. März 2024) |
| ------------------- | ------------------- | ----------------------------------- |
|                     | Baden-Württemberg   | vakant                              |
|                     | Hessen              | vakant                              |
| Niedersachsen       | Niedersachsen       | Sergei Meier                        |
| Nordrhein-Westfalen | Nordrhein-Westfalen | Christian Otte                      |

## Mandate

### Europäisches Parlament
Am 10. Juni 2022 trat der ehemalige Vorsitzende der Alternative für Deutschland, Jörg Meuthen, der Zentrumspartei bei. Mit ihm war sie erstmals im Europäischen Parlament vertreten. Im September 2023 erklärte Meuthen im Einvernehmen mit dem Parteivorsitzenden wieder seinen Austritt aus der Partei.

### Deutscher Bundestag
Von Januar bis August 2022 war der aus der AfD ausgetretene Bundestagsabgeordnete Uwe Witt Mitglied der Zentrumspartei, sodass diese erstmals seit 1957 wieder im Deutschen Bundestag vertreten war.

### Kommunale Mandate
Das Zentrum ist mit je einem Mandat in den Kreistagen des Rhein-Kreises Neuss und des Landkreises Cloppenburg vertreten. In Dormagen hat sie drei sowie in Korschenbroich und in Cloppenburg einen Sitz im Stadtrat. Des Weiteren hat die Partei vier Sitze im Rat der Gemeinde Molbergen. Die Sitze in den Stadträten von Mönchengladbach und Neuss gingen 2014 verloren, die Sitze im Stadtrat von Meerbusch und in Kaarst mit der Wahl 2020. Von 2022 bis 2023 war die Partei mit drei Mandaten, deren Träger für die AfD gewählt wurden, im Rat der Stadt Mönchengladbach vertreten.